# Сайас, Мануэль
Мануэль Сайас (исп.  Manuel Zayas; род. 1975, Санкти-Спиритус, одноимённая провинция) — кубинский кинорежиссёр-документалист.

## Биография
Учился в Гаванском университете. Изучал режиссуру в Международной школе кино и телевидения в Сан-Антонио-де-лос-Баньос, а затем в Киноакадемии  земли Баден-Вюртемберг в Людвигсбурге.  После года жизни в Германии (2003—2004) живёт и работает в Мадриде.

## Творчество
По собственному признанию, режиссёра привлекают маргиналы – проклятые, отверженные, нищие, изгои.  Он снял документально-биографические ленты о Рейнальдо Аренасе, Николасе Гильене Ландриане, задумал фильм о Вирхилио Пиньере.

## Избранная фильмография
- 2003: Кофе с молоком/ Café con leche
- 2003: Не стреляй/ No tires más
- 2004: Исход/ Exodus (о турецких эмигрантах в Германии)
- 2004: Странные люди/ Seres extravagantes (премия фестиваля ЛГБТ-кино в Турине, почетное упоминание на Нью-Йоркском фестивале латиноамериканского кино)
- 2009: Filming Manila (в производстве)